# Neotaranomis australis
Neotaranomis australis là một loài bọ cánh cứng trong họ Cerambycidae.